# Captura de Bad Kreuznach
La captura de la localidad de Bad Kreuznach por los españoles se produjo el 9 de septiembre de 1620 en el Electorado del Palatinado. Las fuerzas hispanas de Ambrosio Spínola estaban comandadas en ese momento por Carlos Coloma, marqués de Espinar, y sus rivales fueron las tropas del Electorado del Palatinado durante la Campaña del Palatinado en el contexto de la guerra de los Treinta Años. Los soldados españoles asaltaron la localidad y lograron la rendición de su guarnición. Poco después, Kreuznach fue liberada con la promesa de que sus defensores no volvieran a combatir contra el Sacro Imperio Romano Germánico.

## Contexto histórico

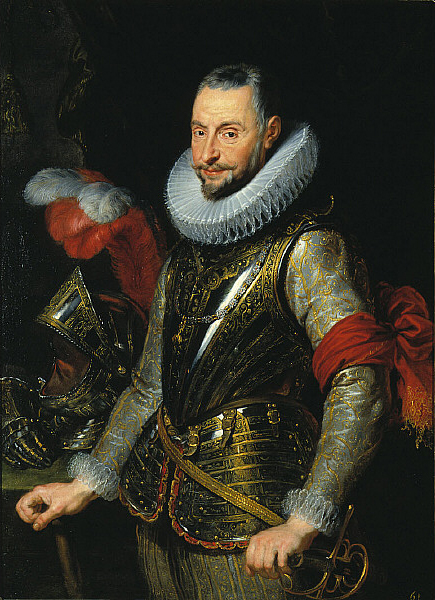
Ambrosio Spínola, por Peter Paul Rubens.

La guerra de los Treinta Años estalló en 1618 con la Revuelta bohemia, cuando las autoridades de este reino ofrecieron su trono al noble de fe protestante Federico V del Palatinado, el cual aceptó. Ello dio inicio a un conflicto entre la Unión Protestante encabezada por Federico y la Casa de Habsburgo. Dos años después del inicio de las hostilidades, la situación parecía estancada, pero en realidad las maniobras diplomáticas de los Habsburgo habían aislado políticamente a Federico y conseguido que entrara en el conflicto la nación más poderosa del orbe, el Imperio español.
En virtud del acuerdo con el emperador del Sacro Imperio, Ambrosio Spínola, comandante del ejército español, cruzó en agosto de 1620 el río Rin a la cabeza de 22 000 hombres e invadió el Bajo Palatinado. Debido a que su gobernante, el Elector Palatino, no había iniciado todavía hostilidades contra la Monarquía Española, Spínola decidió proceder a la ocupación, pacífica si era posible, de las localidades de sus dominios. El 8 de septiembre marchó con su ejército contra las fuerzas del Palatinado cerca de Oppenheim y a medianoche ordenó a su maestre de campo, Carlos Coloma, gobernador de Cambrai, que tomara la localidad de Kreuznach ayudándose de dos tercios de infantería, que sumaban cinco mil hombres y trescientos jinetes. Esta villa era de particular importancia porque contaba con un puente sobre el río Rin protegido por murallas en ambas orillas y un castillo.

## Asalto

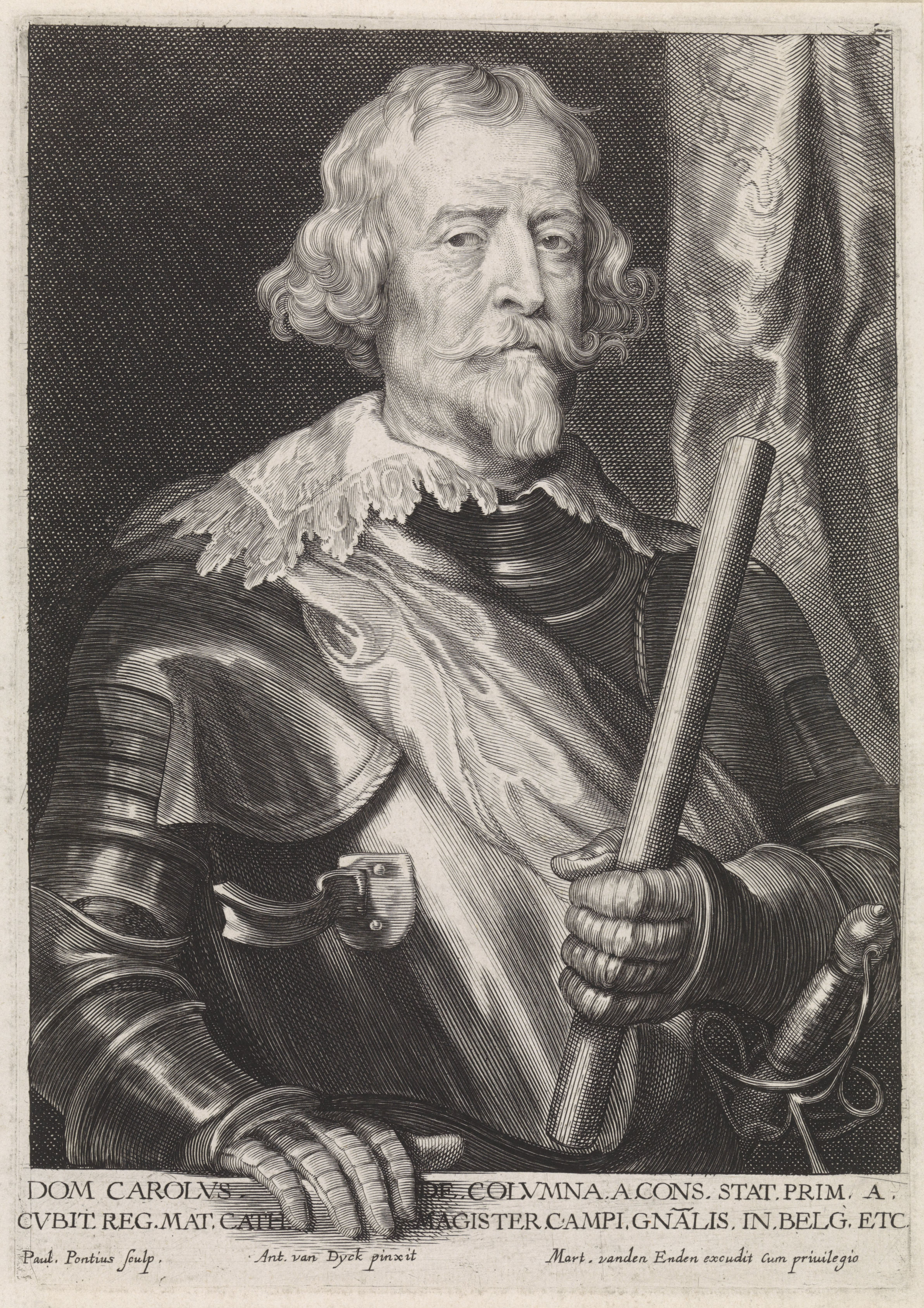
Carlos Coloma, por Anthony van Dyck.

Carlos Coloma llegó a las puertas de Kreuznach por la noche del 9 al 10 de septiembre y envió emisarios a sus autoridades diciéndoles que si juraban obediencia al emperador Fernando II, recibirían un buen trato. Ante la ambigüedad de la respuesta de los defensores, Coloma mandó colocar los cuatro cañones que traía y movió a sus tropas hasta el pie de las murallas y la puerta de la localidad para lanzar un asalto.
Los defensores, cuyas fuerzas consistían en tres compañías de infantería y una de caballería, decidieron actuar y dispararon sus mosquetes desde el castillo en lo alto de la localidad. Entonces, los españoles, en perfecta formación, respondieron abriendo fuego con los cañones. La demostración de fuerza surtió efecto inmediato porque tan sólo unos minutos después la guarnición decidió rendir Kreuznach. Los españoles capturaron los caballos y las armas de los soldados del Palatinado y Coloma obligó a las tropas defensoras a jurar que no lucharían nunca más contra el emperador.

## Consecuencias
Cuando Spínola tuvo noticia de la conquista de Kreuznach con su importante puente, continuó avanzando con el ejército a través del Palatinado en dirección a Alsheim, una de las ciudades más importantes de la región, que fue capturada ese mismo día. Cuatro jornadas después, el 14 de septiembre, el comandante de las fuerzas hispanas llevó a cabo una gran maniobra de distracción sobre la ciudad de Worms y tomó Oppenheim sin mucha dificultad, algo que fue un golpe importante para las fuerzas protestantes.